# Ganweriwala
Ganweriwala was een stad van de Indusbeschaving aan de drooggevallen Ghaggar-Hakra-rivier. Het heeft een oppervlakte van zo'n 80 ha, vergelijkbaar met Mohenjodaro.